# Providence College
Il Providence College è una università privata di orientamento cattolico, con sede a Providence, nel Rhode Island. È stata fondata nel 1917.

## Sport
A livello sportivo, Providence College fa parte della Big East Conference in NCAA Division I. La pallacanestro è lo sport principale.

### Pallacanestro
I Friars sono stati membri della Big East nata nel 1979; dal 2013 hanno aderito alla nuova Big East Conference. Hanno avuto diversi momenti di gloria durante la loro storia: vinsero nel 1987 sotto la guida del coach Rick Pitino, che bissò il successo ottenuto nel 1973. A questi traguardi vanno aggiunti i due titoli del National Invitation Tournament (NIT) conquistati nel 1961 e 1963 e le 17 partecipazioni totali al torneo NCAA.